# Шахта «Ювілейна»
ДВАТ "Шахта «Ювілейна». Входить до ДХК «Павлоградвугілля». Розташована у місті Шахтарське, Дніпропетровської області.
Стала до ладу у 1970 р. Проектна потужність 1200 тис. т вугілля на рік. У 2003 р. видобуто 1054 тис. т вугілля.
Максимальна глибина робіт 385 м. Протяжність підземних виробок 99/103 км (1990—1999). Розкрита 2-а вертикальними центрально-здвоєними стволами. Належить до ІІ категорії за газом метаном. Розробляє два пласти: с6 потужністю 0,9 м і с6' потужністю 0,7 м. Кути падіння пластів 2-5°.
Кількість діючих очисних вибоїв 8/3, підготовчих 13/9 (1990—1999). Механізація очисних робіт — механізовані комплекси КД-80, комбайни КА-80, 1К-101, підготовчих робіт — комбайни ГПКС.
Кількість працюючих: 2500/3200 осіб, підземних 1700/1900 осіб (1990/1999).
Підземні роботи будуть розвиватися у напрямках розкриття і підготовки пластів с6 і с8 за подовжнім скидом, розкриття і підготовки пластів с6 і с6' східного крила шахти.
Адреса: 52800, м. Шахтарське, Дніпропетровської обл.